# Hemaris syra
Hemaris syra ist ein Schmetterling (Nachtfalter) aus der Familie der Schwärmer (Sphingidae).

## Merkmale
Die Falter haben eine Flügelspannweite von 35 bis 48 Millimetern. Man kann sie von Hemaris tityus anhand der viel breiteren Marginalbinde an beiden Flügelpaaren unterscheiden. Die Diskalzelle der Vorderflügel ist bei den meisten Exemplaren längs durch eine beschuppte Falte geteilt, diese ist jedoch bei Hemaris syra durch die Diskalzelle, die komplett mit Schuppen bedeckt ist, verdeckt. Dieses Merkmal, sowie ein reduzierter durchsichtiger Bereich auf den Hinterflügeln unterscheidet die Art von Hemaris fuciformis fuciformis, es können jedoch gelegentlich in Griechenland und Italien Individuen dieser Unterart, insbesondere der zweiten Generation, angetroffen werden, die so von Hemaris syra nicht unterscheidbar sind.

## Vorkommen und Lebensraum
Die Art ist in der südlichen und östlichen Türkei, dem westlichen Zāgros-Gebirge, dem nördlichen Elbrus im Iran und im Kopet-Dag in Turkmenistan verbreitet. Die Art ist auch im Westen Jordaniens und im nördlichen Israel verbreitet. Es ist denkbar, dass die meisten der Nachweise von Hemaris fuciformis fuciformis aus dem Norden der Türkei möglicherweise falsch bestimmte Exemplare von Hemaris syra darstellen und die Unterart tatsächlich in der Türkei selten ist.
Man findet die Falter in den offenen Resten von ehemaligen Wäldern, insbesondere dort, wo Heckenkirschen (Lonicera) zwischen und über niedrigen Büschen wachsen. Man findet die Art um 1000 Meter Seehöhe im Süden der Türkei und zwischen 1500 und 1600 Metern Seehöhe im Norden Israels.

## Lebensweise
Die Falter sind tagaktiv und saugen an Disteln. Sie treten in zwei Generationen pro Jahr auf, die von Mitte Mai bis Mitte Juni und in einer teilweise unvollständigen Generation im August fliegt. Aus Jordanien sind zwei Nachweise von Mitte Juli dokumentiert.
Die Präimaginalstadien, wie auch die Raupennahrungspflanzen sind gänzlich unbekannt. Vermutlich fressen die Raupen jedoch an Heckenkirsche. Parasitoide, die die Art befallen, sind ebenso nicht bekannt.

## Taxonomie und Systematik
Die Art wurde von Daniel 1939 zunächst als Haemorrhagia fuciformis syra, damit als Unterart erstbeschrieben. Seine Beschreibung und Illustration legte zunächst nahe, dass es sich dabei um eine Form von Hemaris dentata handelt. Er ging jedoch davon aus, dass die Unterart näher mit Hemaris fuciformis verwandt war, obwohl die Färbung des Thorax und Hinterleibs ihn an Hemaris croatica erinnerten. Danner, Eitschberger & Surholt (1998) betrachteten Hemaris syra als valide Art, waren sich jedoch über ihren tatsächlichen Status unsicher. Kitching & Cadiou (2000) verglichen Hemaris syra, Hemaris fuciformis und Hemaris dentata aus der Türkei und schlossen daraus, dass es sich bei Hemaris syra eventuell um das andere, bis dahin unbekannte Geschlecht von Hemaris dentata handeln könnte. Nach weiteren Fängen konnte man dies jedoch ausschließen und es zeigte sich eine morphologische Nähe zu Hemaris fuciformis. Neuerdings zeigten DNA-Untersuchungen, dass das Taxon zwar nahe mit Hemaris fuciformis verwandt ist, es jedoch ausreichend Unterschiede für den eigenständigen Artstatus gibt.
Die Beschreibung und auch Illustration der von Dubatolov (2003) beschriebenen Unterart Hemaris fuciformis pseudodentata entspricht Hemaris syra und ist entsprechend synonymisiert worden. Zwar verglich Dubatolov sein neu beschriebenes Taxon mit Hemaris dentata und Hemaris fuciformis fuciformis, übersah jedoch Hemaris syra, sodass der Fehler offenkundig ist.

## Belege